# Canal+ 1 (Polonia)
Canal+ 1 es un canal de televisión privado de pago de Polonia, perteneciente a Canal+ Polska. Se trata de un canal que ofrece la programación de Canal+ Premium con una hora de retraso e incluye películas, conciertos, deportes y series.

## Historia
El canal inició emisiones como Canal+ Sport 2 el 13 de noviembre de 2004, emitiendo los sábados y domingos, para permitir que Canal+ emitiera dos eventos deportivos en directo de forma simultánea en dos canales diferentes. Desde el 2008 el canal emite todos los días.
El canal se dedicaba a los deportes. Sin embargo, el 30 de julio de 2011, se transformó en un canal dedicado íntegramente al fútbol y cambió su nombre a Canal+ Gol. Desde el 28 de octubre de 2011 el canal emite en HD.
El 5 de abril de 2013, el canal pasó a llamarse Canal+ Family 2, en medio de cambios y reorganización de canales por el lanzamiento de nc+. A pesar de ello, el canal seguía emitiendo deportes. La programación también incluía películas, programas educativos y programación infantil.
El 11 de mayo de 2015 el canal cambió su nombre a Canal+ 1, su denominación actual. Desde entonces, emite la misma programación de Canal+ Premium con una hora de retraso.

## Programación
A pesar de que Canal+ 1 emite la misma programación de Canal+ Premium, el canal emite magacines originales, que suelen emitirse en horarios fijos, principalmente durante los descansos entre programas o al principio de cada día.
- + De Lux
- Aktualności filmowe+
- Nie przegap
- Łapu Capu
- Łapu Capu Extra
- W tonacji+
- O co biega?
- Nowa Tonacja

## Imagen corporativa

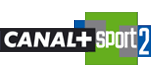
2004 - 2009
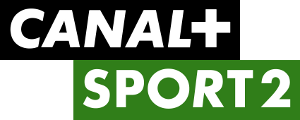
2009 - 2011
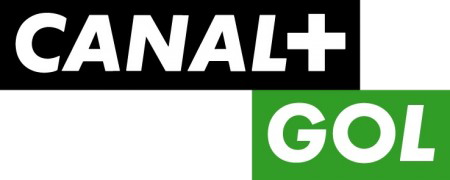
2011 - 2013
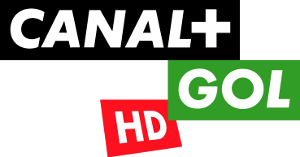
Logo en HD
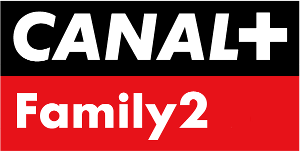
2013 - 2015
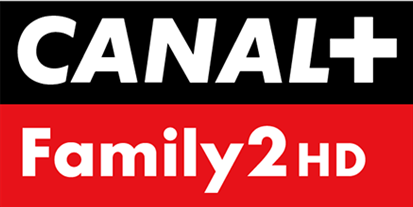
Logo en HD
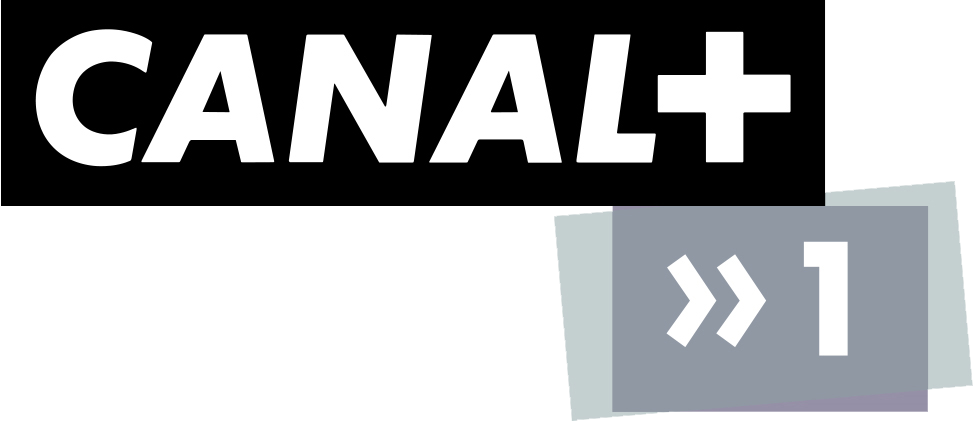
Desde 2015